# Crazannes
Crazannes ist eine französische Gemeinde mit 442 Einwohnern (Stand 1. Januar 2022) im Département Charente-Maritime in der Region Nouvelle-Aquitaine; sie gehört zum Arrondissement Saintes und zum Kanton Saint-Porchaire. Die Bewohner werden Crazannais und Crazannaises genannt.

## Geografie
Umgeben wird Crazannes von den fünf Nachbargemeinden:
| Geay    | Le Mung                                     |                |
| Plassay | Kompassrose, die auf Nachbargemeinden zeigt | Saint-Savinien |
|         | Port-d’Envaux                               |                |

## Bevölkerungsentwicklung
| Jahr      | 1962 | 1968 | 1975 | 1982 | 1990 | 1999 | 2009 | 2018 |
| Einwohner | 304  | 298  | 328  | 361  | 357  | 409  | 442  | 433  |

## Sehenswürdigkeiten
- Steinbrüche von Crazannes (die Steine wurden u. a. beim Kölner Dom und dem Fort Boyard verarbeitet)
- Schloss Crazannes (mit Ursprüngen aus dem 15. Jahrhundert, teilweise als Monument historique klassifiziert)
- Neugotische Kirche Sainte-Madeleine von 1874
- Kapelle Saint-Saturnin

Siehe auch: Liste der Monuments historiques in Crazannes

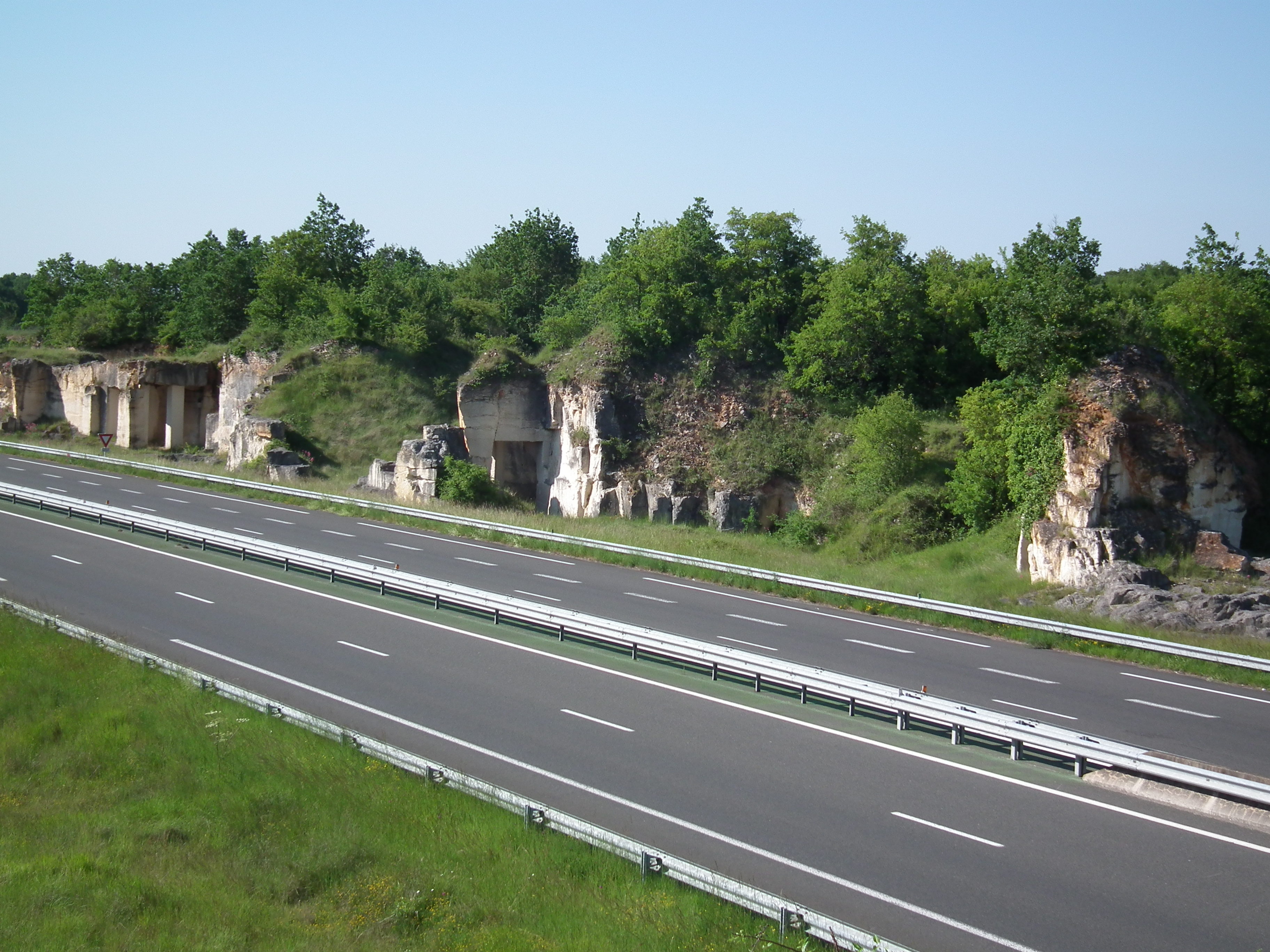
Blick auf die Steinbrüche von der A 837
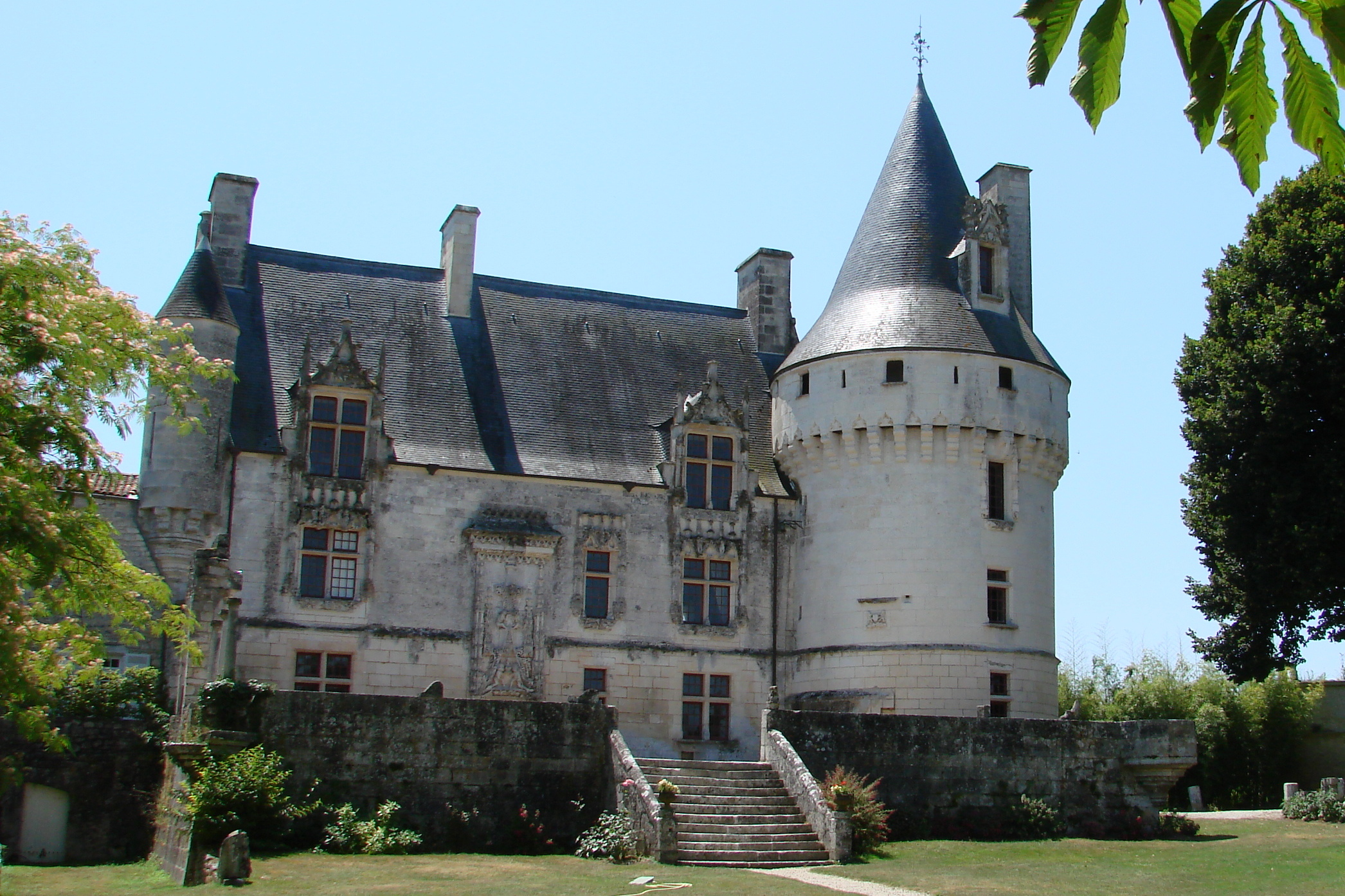
Schloss Crazannes
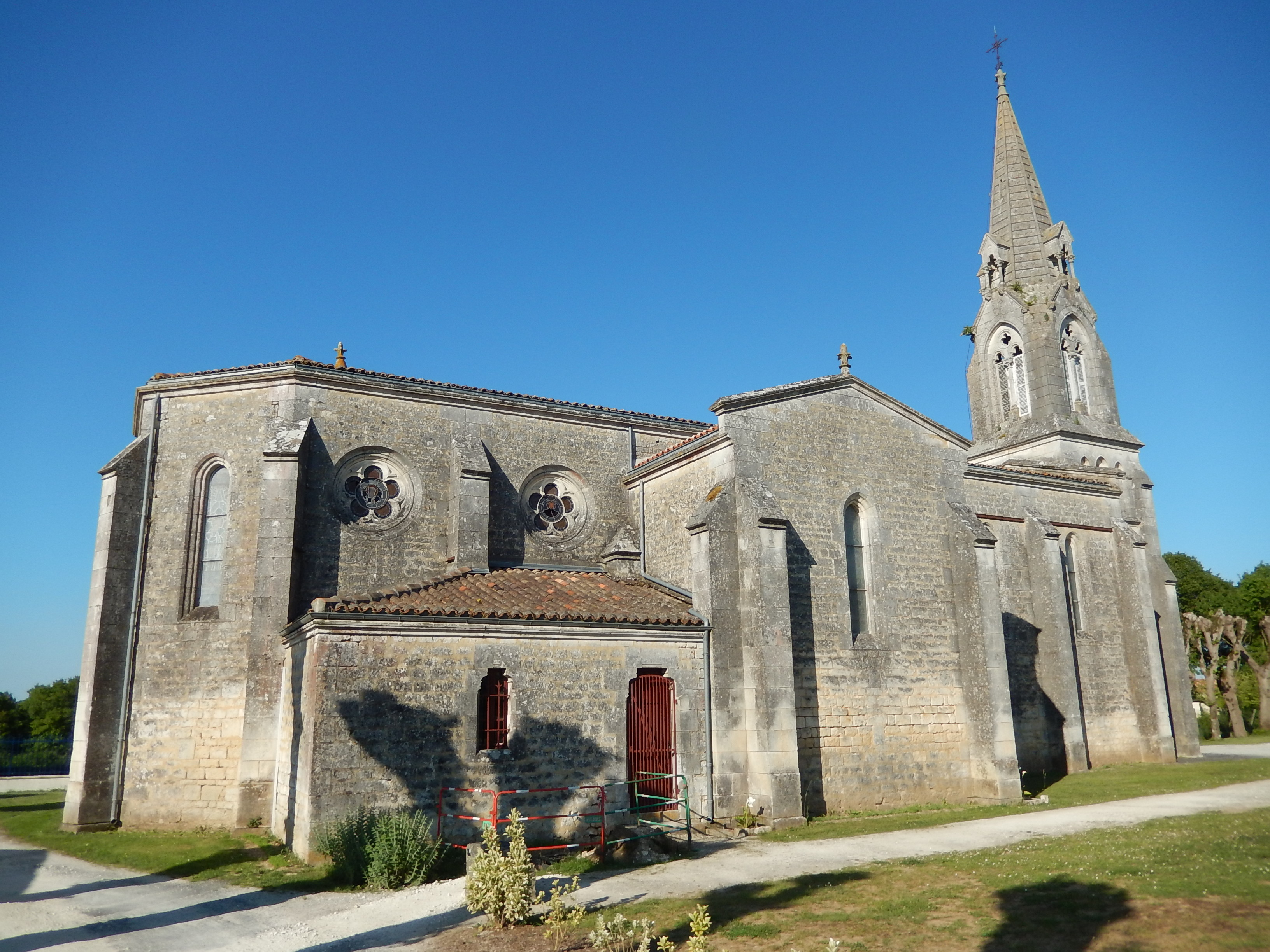
Kirche Sainte-Madeleine, Südwest-Fassade
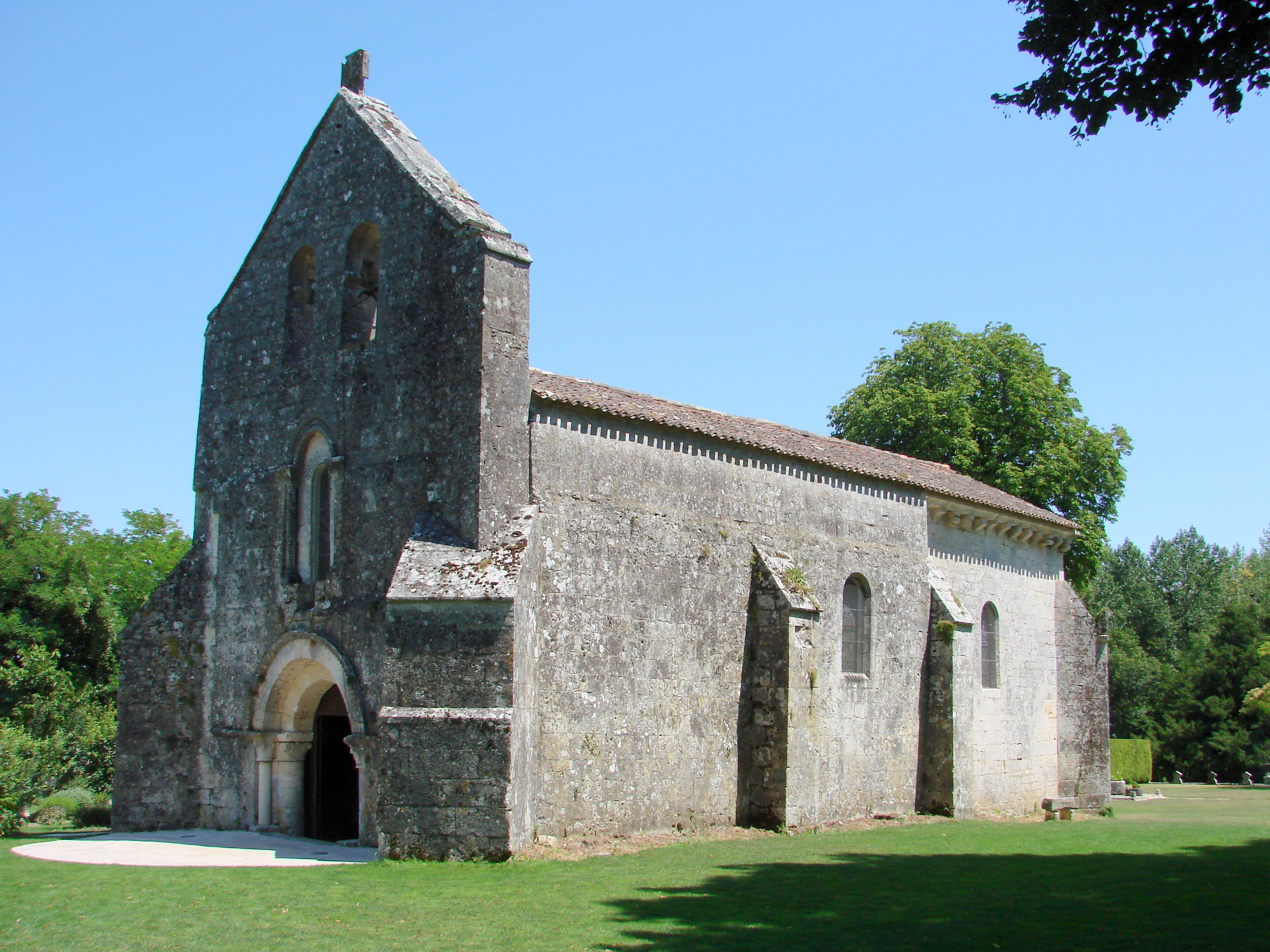
Kapelle Saint-Saturnin

## Persönlichkeiten
- Jean-César-Marie-Alexandre Chaudruc de Crazannes (1782–1862), Archäologe und Dichter, geboren auf Schloss Crazannes